# Église Saint-Martin de Polignac
Pour les articles homonymes, voir Église Saint-Martin.
L'église Saint-Martin est une église catholique située à Polignac en Haute-Loire, en France. Elle est dédiée à saint Martin de Tours.

## Localisation
L'église est située dans le département de la Haute-Loire, dans le village de Polignac, sur la place de l'église où se trouve aussi la mairie, sur le flanc nord de la butte de l'ancien château. Son côté nord fait face au cimetière en contrebas.

Église Saint-Martin de Polignac
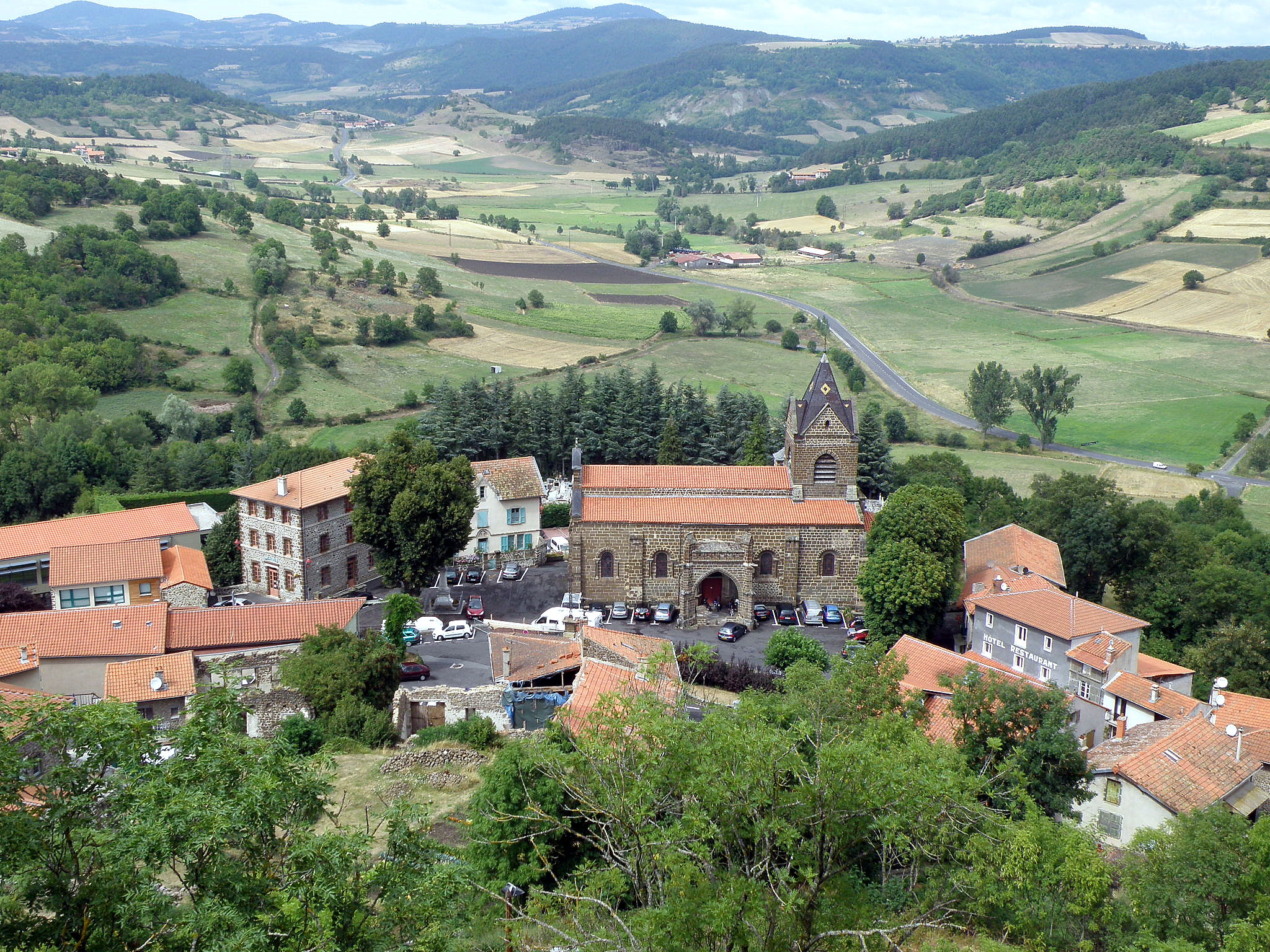
Vue aérienne sur la façade sud.
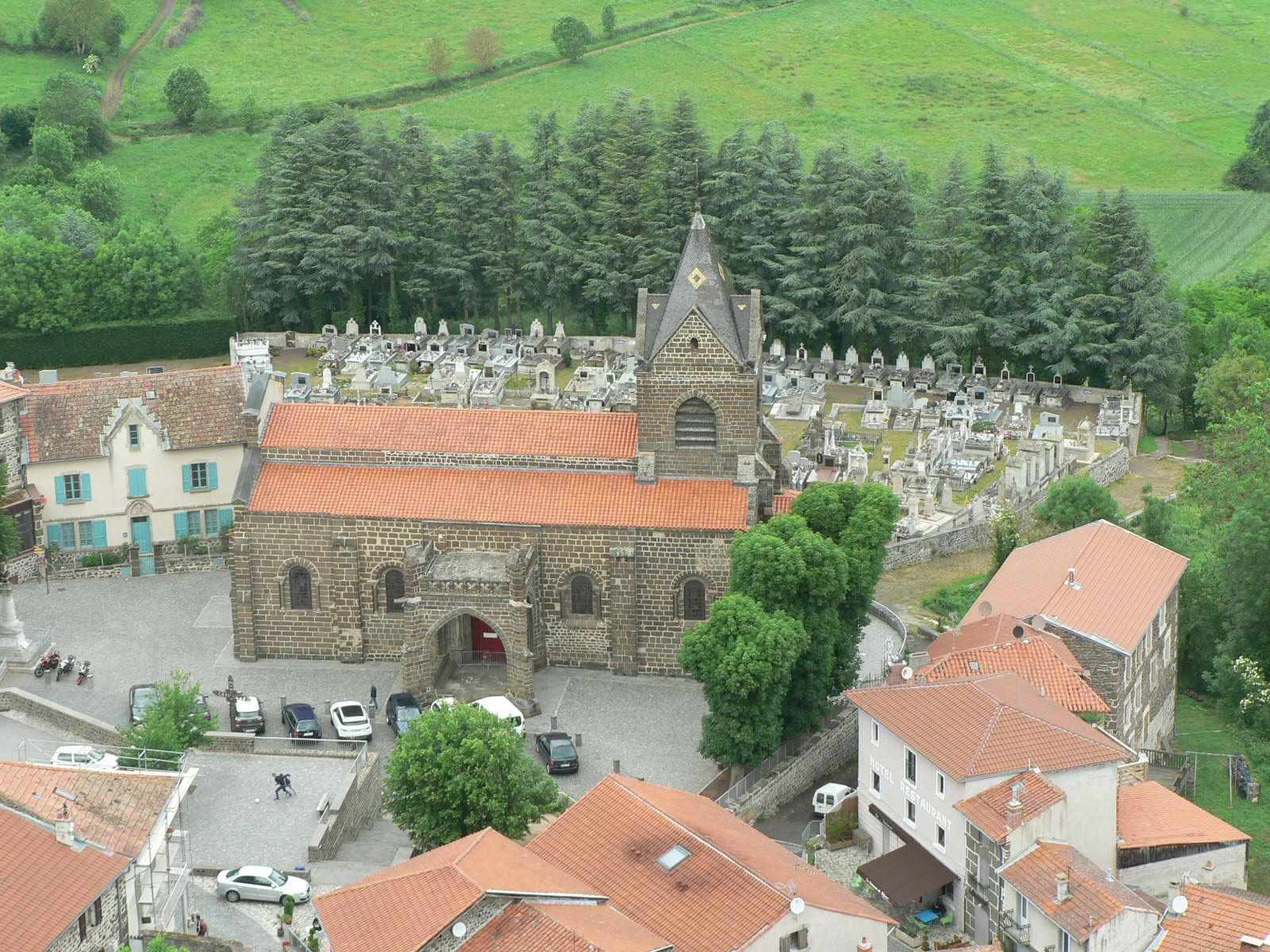
Vue aérienne sur la façade sud.

## Description
L'église est orientée ouest-est, avec un portail dans son prolongement à l'ouest, et un autre prolongé d'un porche sur sa façade sud. Elle est bâtie sur un plan carré, au sol comme en élévation.

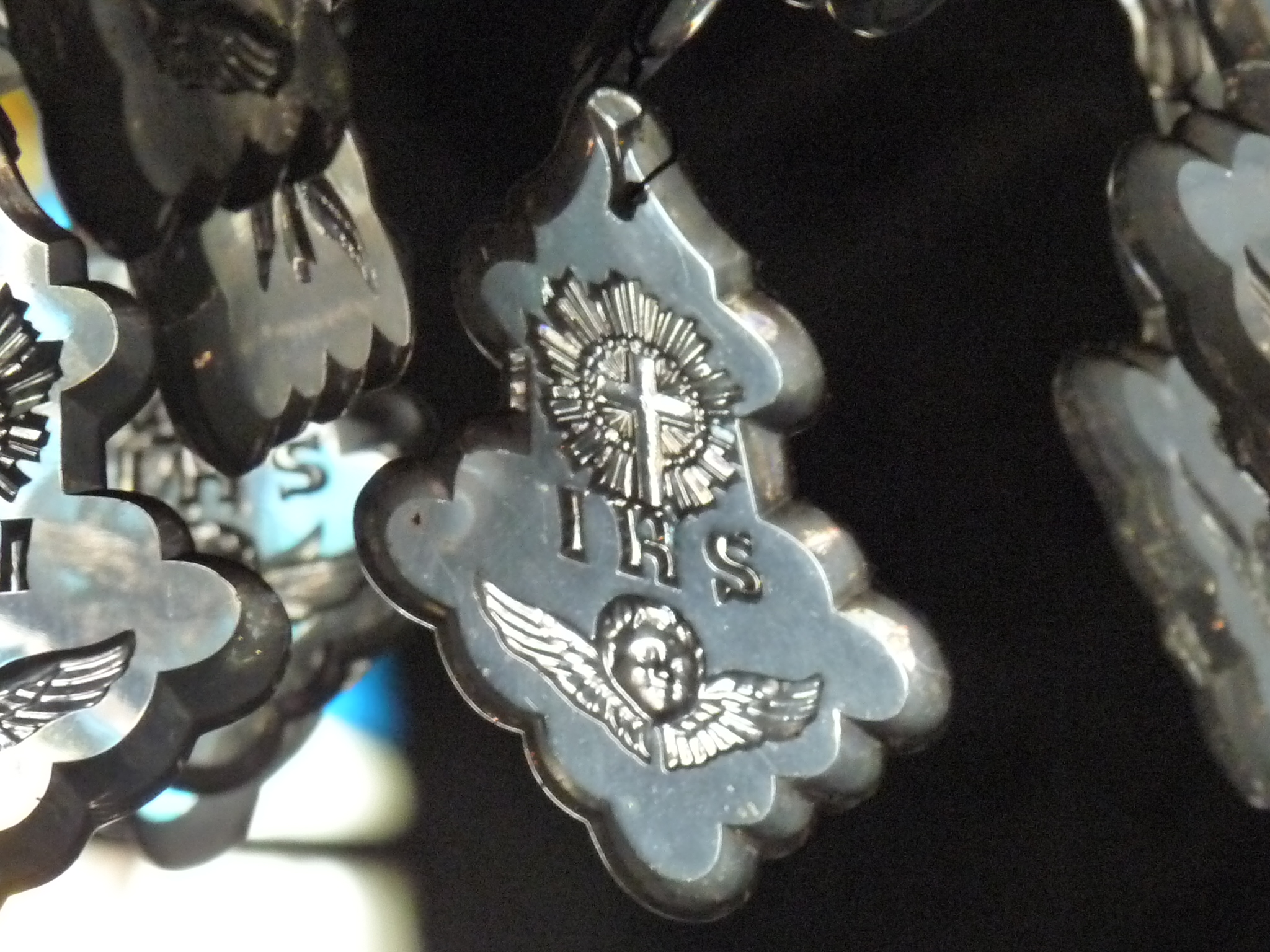
Pendeloques de lustre.

### Intérieur

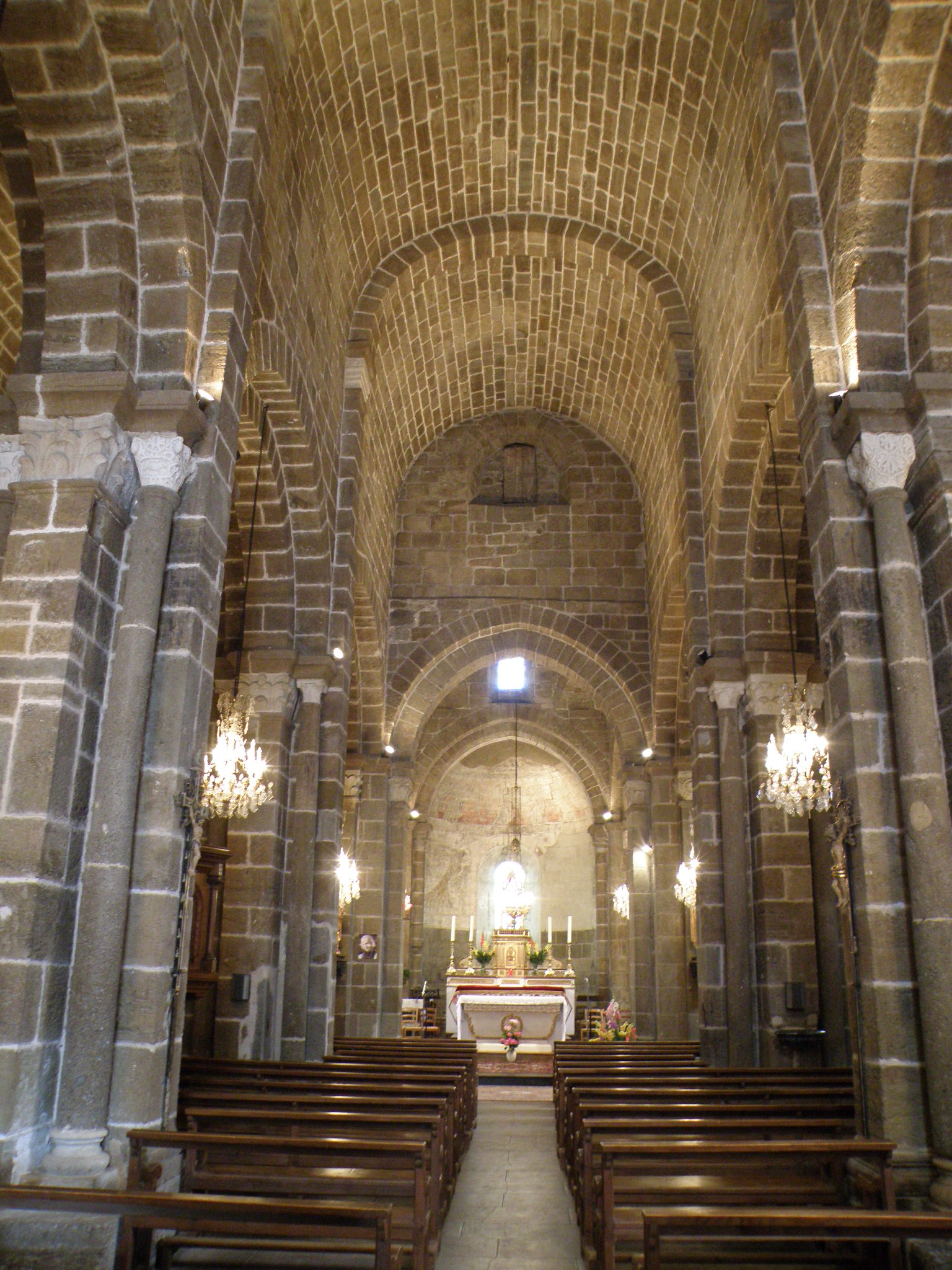
La nef vue de l'ouest ; au fond, l'abside du chœur.

La nef comporte cinq travées et des collatéraux étroits, mais n'a pas de transept. Chaque travée comporte une large fenêtre. Les doubleaux de la nef montent d'un seul jet du sol jusqu'à la voûte en plein cintre. La dernière travée est couverte par une coupole octogonale sur trompes en cul de four.
Dans le prolongement de la nef, l'abside centrale qui forme le chœur est semi-circulaire à l'intérieur et pentagonale à l'extérieur. Elle est ornée de fresques célèbres du XIIe siècle, avec au centre le jugement dernier ; à gauche, l'Enfer et ses supplices de feu ; à droite, le Paradis plus paisible. 

Le chevet inclut aussi deux absidioles flanquant l'abside du chœur, alignées avec les collatéraux.
Dans la partie sud sont peintes des fresques datées de la fin du XVe siècle, représentant la vie de Marie avec des scènes de l'Enfance, l'Annonciation, la Visitation, la Nativité avec bergers et rois mages.
Une statue de sainte Anne en polychrome du XIIIe siècle appartient à l'art naïf du Moyen Âge.

Fresques représentant la vie de la Vierge
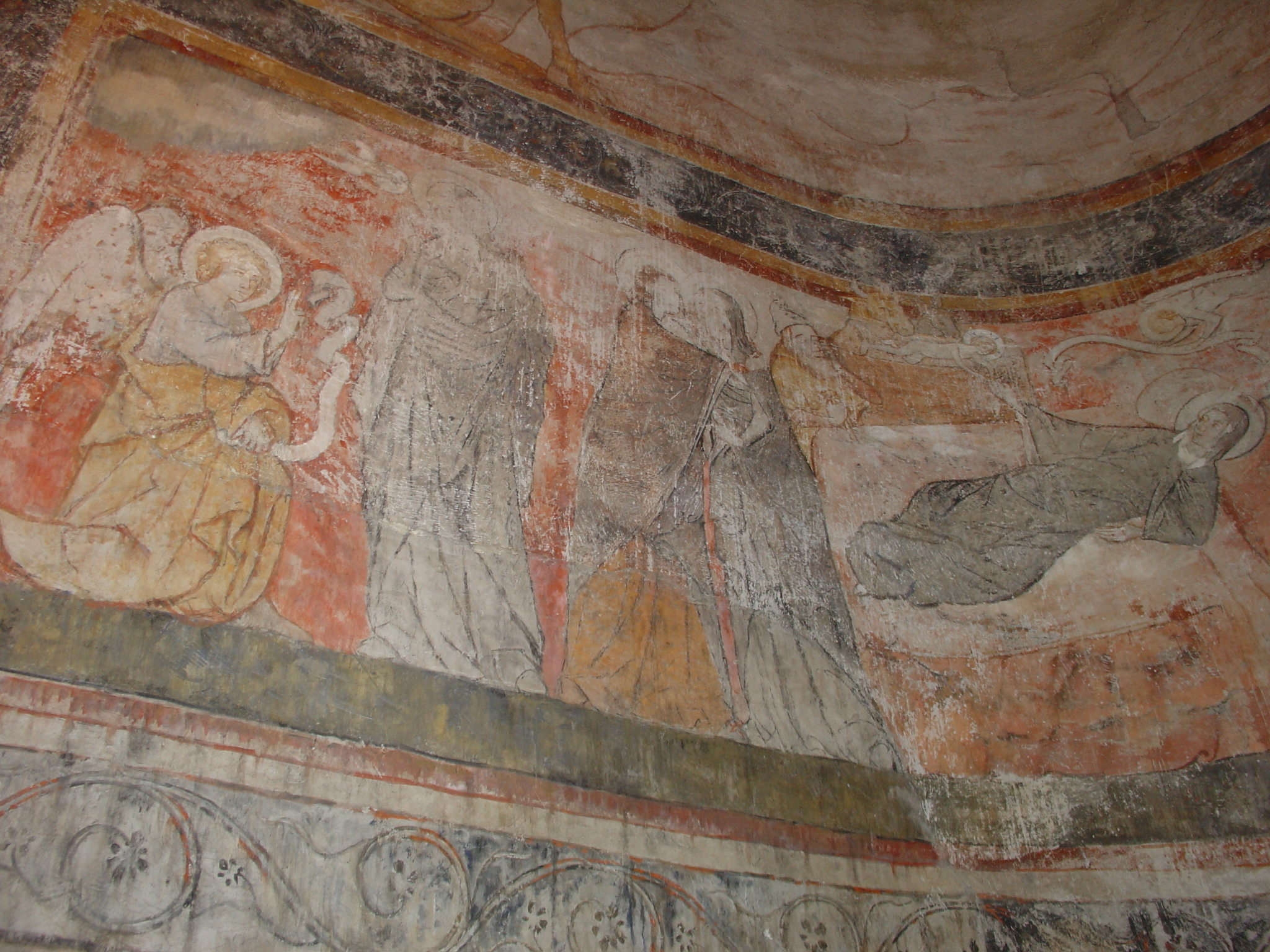
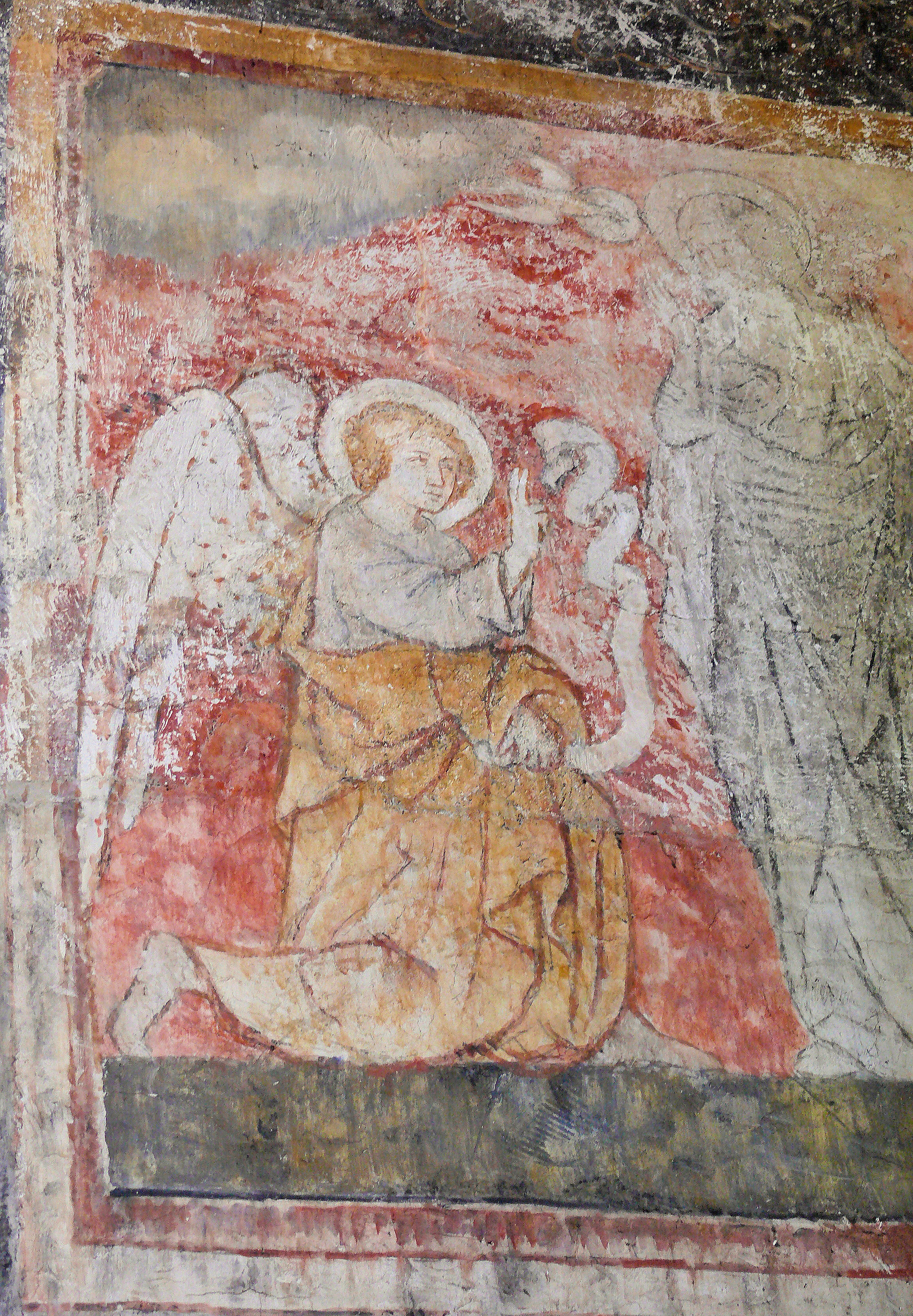

### Extérieur
Sur la façade sud en face de la troisième travée, s'ouvre un portail flamboyant en grès, prolongé par un porche d'architecture gothique long de 6,5 m, large de 6,2 m et haut de 7 m.
Le plafond est une voûte sur croisée d'ogives, avec une clé de voûte portant une sculpture : « l'apothéose de saint Martin » (saint Martin enlevé par des anges). 

Ce porche est couronné par une balustrade sculptée de style gothique flamboyant, supportée par deux forts piliers surmontés de clochetons ou pinacles. Le tympan est encadré de fleurons et de deux pinacles. 

Un vitrail en triptyque, offert par la famille de Polignac, surmonte le pinacle dans sa partie centrale. Il représente trois membres éminents de la famille : au centre le cardinal Melchior de Polignac (1661-1741), mécène du XVIIe siècle ; à gauche le prince Jules de Polignac (1780-1847), ministre de Charles X ; à droite le jeune vicomte Héracle mort le 9 juillet 1098 à 19 ans, à Antioche lors de la première croisade,.
Du côté Nord, une chapelle latérale est dotée de meurtrières et de mâchicoulis du XIVe siècle. On rappellera que l'église était incorporée à la première ligne de défense du château.

L'extérieur de l'église Saint-Martin
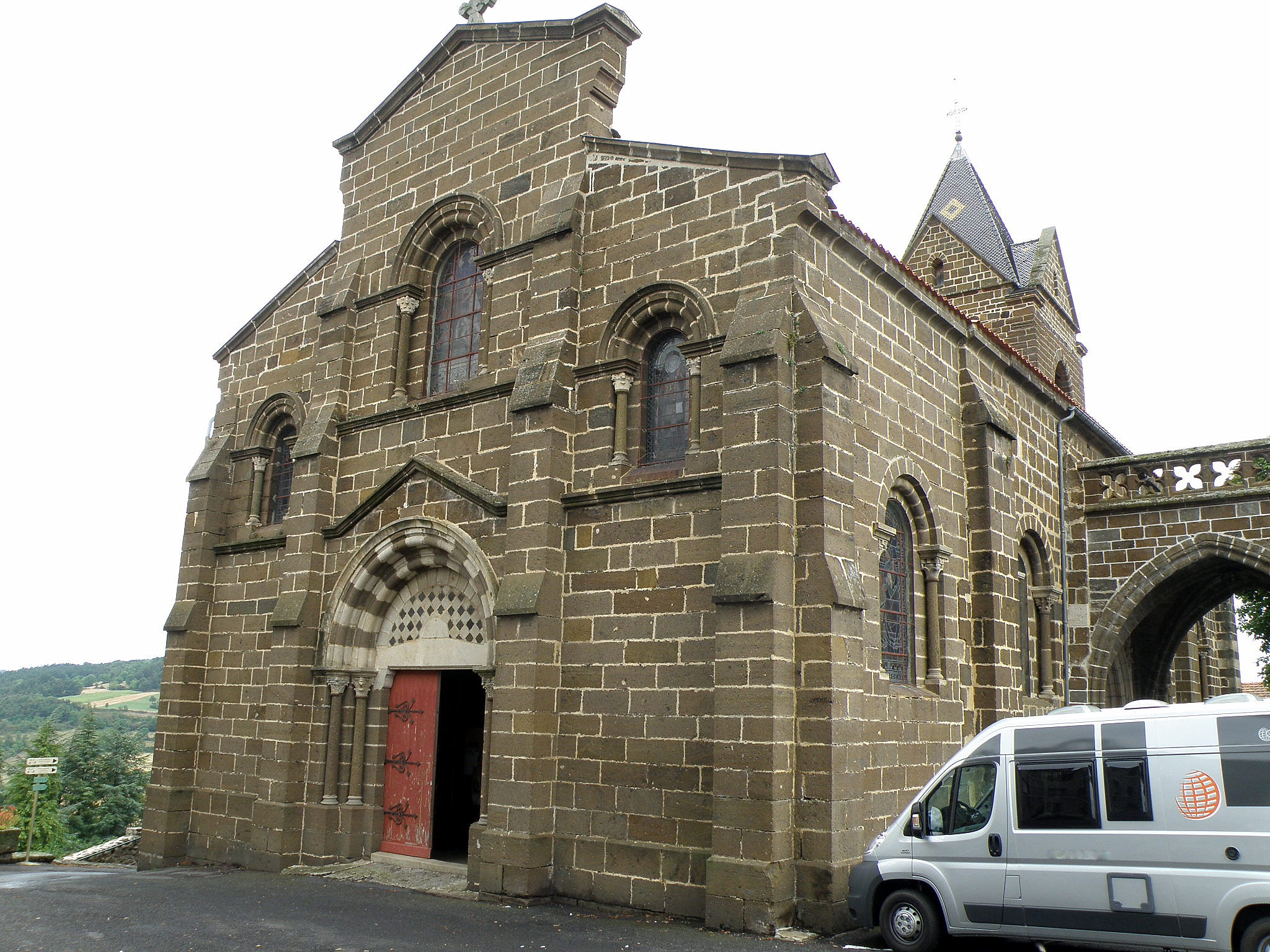
Façade ouest du XIXe siècle.
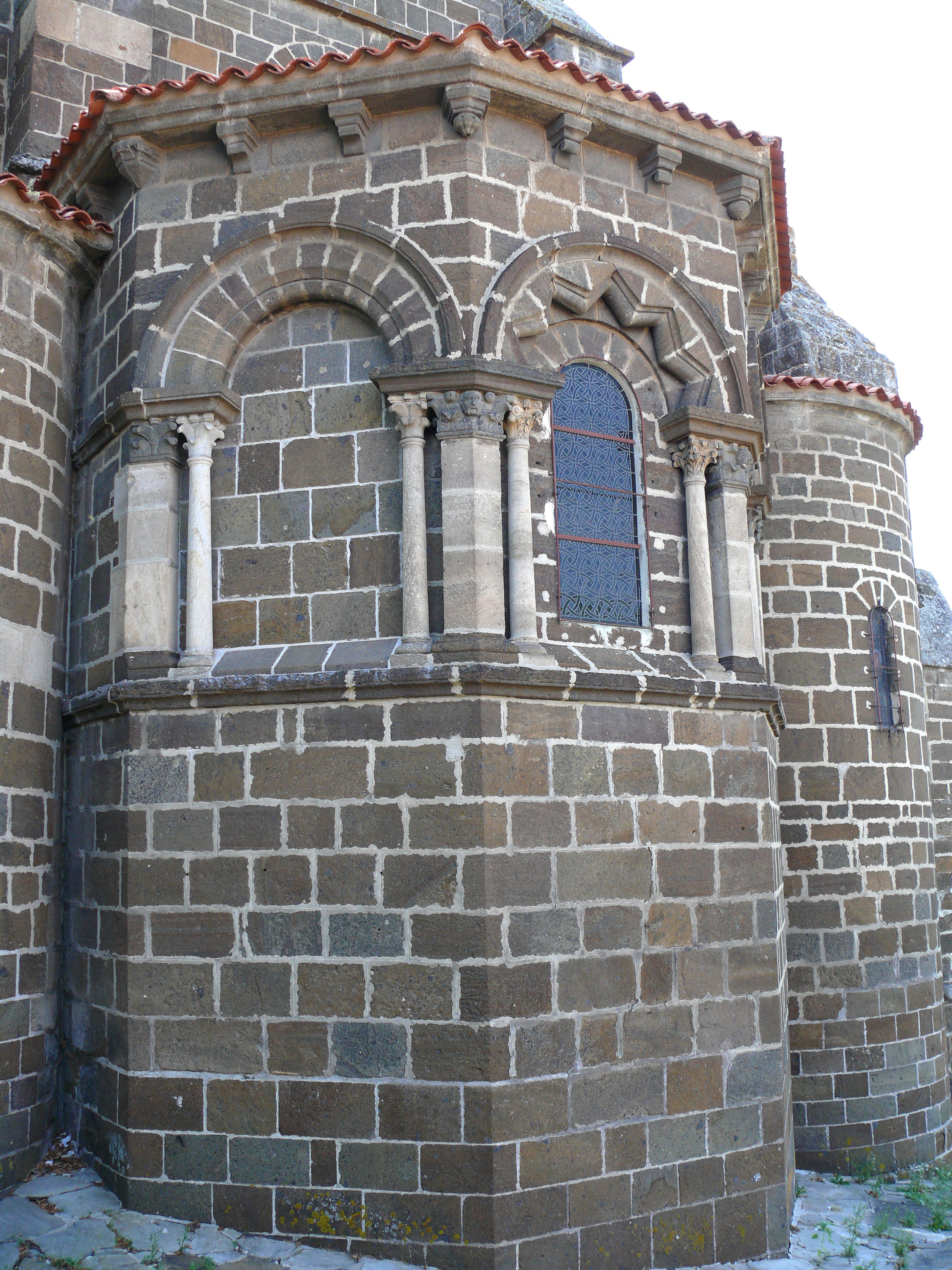
Abside du chœur, semi-circulaire à l'intérieur et pentagonale à l'extérieur.
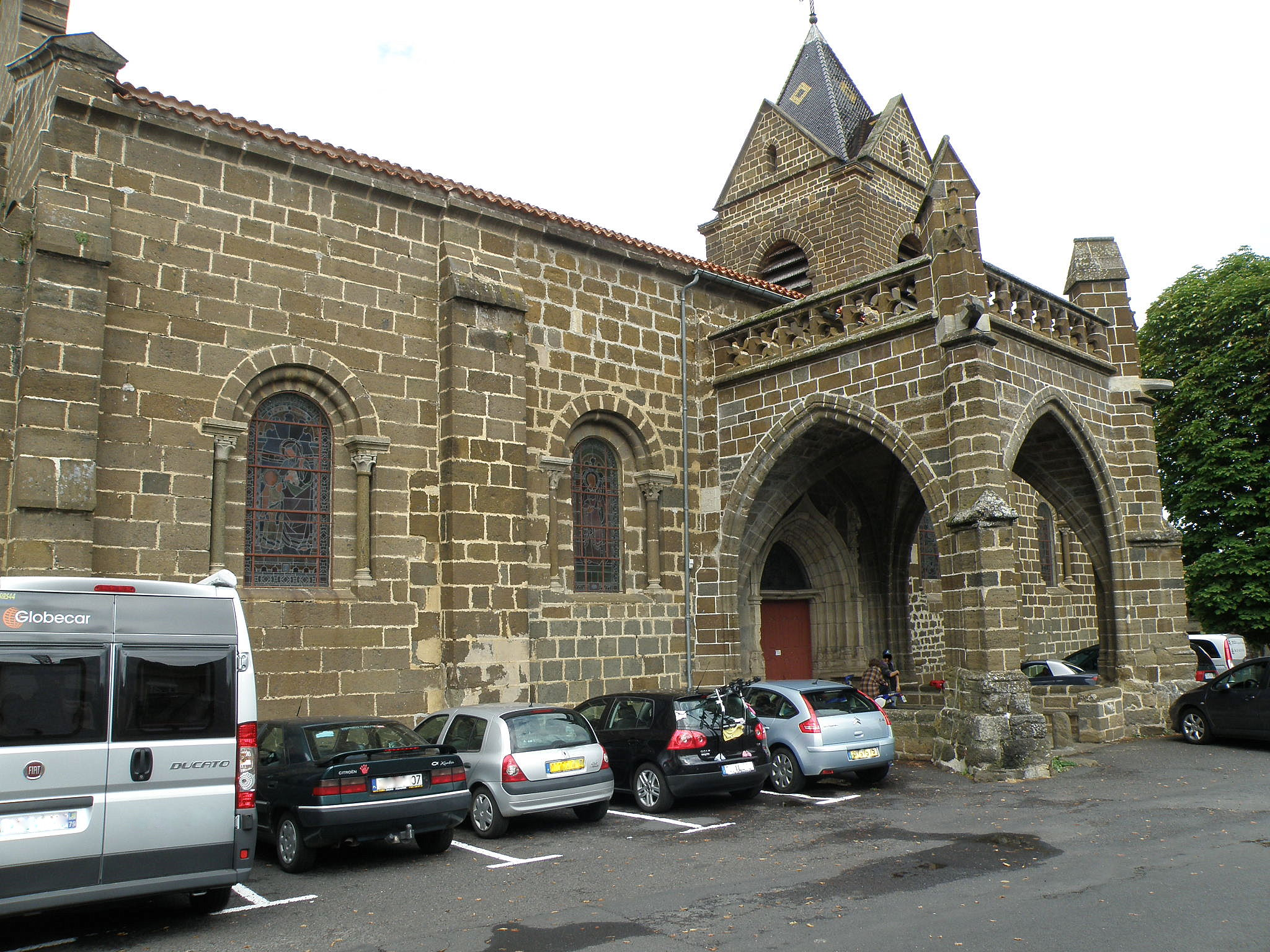
Façade sud et son porche.
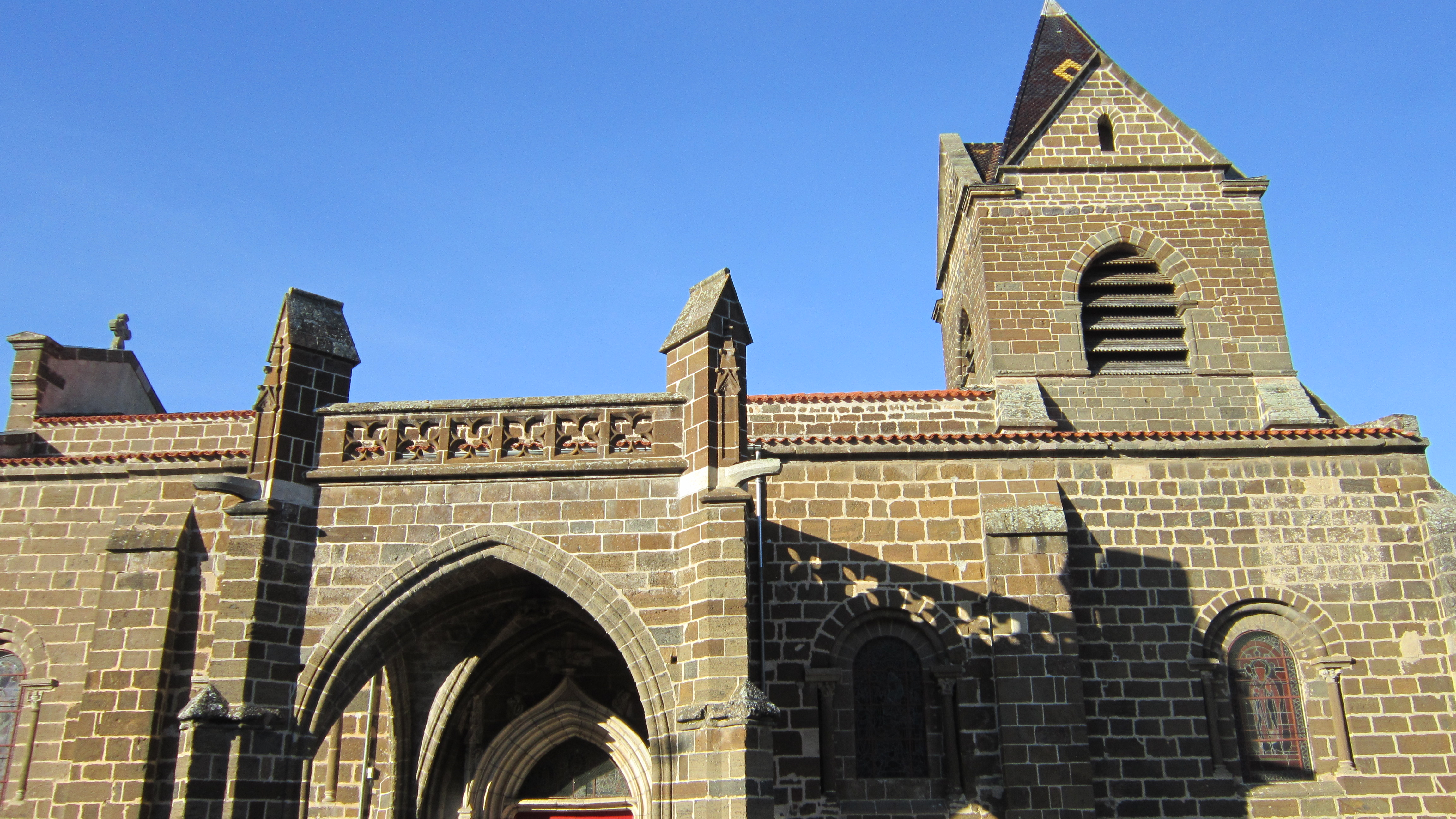
Détail du porche.

Telle qu'elle a été conçue, cette église est typiquement dans la grande tradition romane de la cathédrale du Puy. Elle a été classée au titre des monuments historiques en 1902.

## Historique
L'église est mentionnée pour la première fois en 1062.

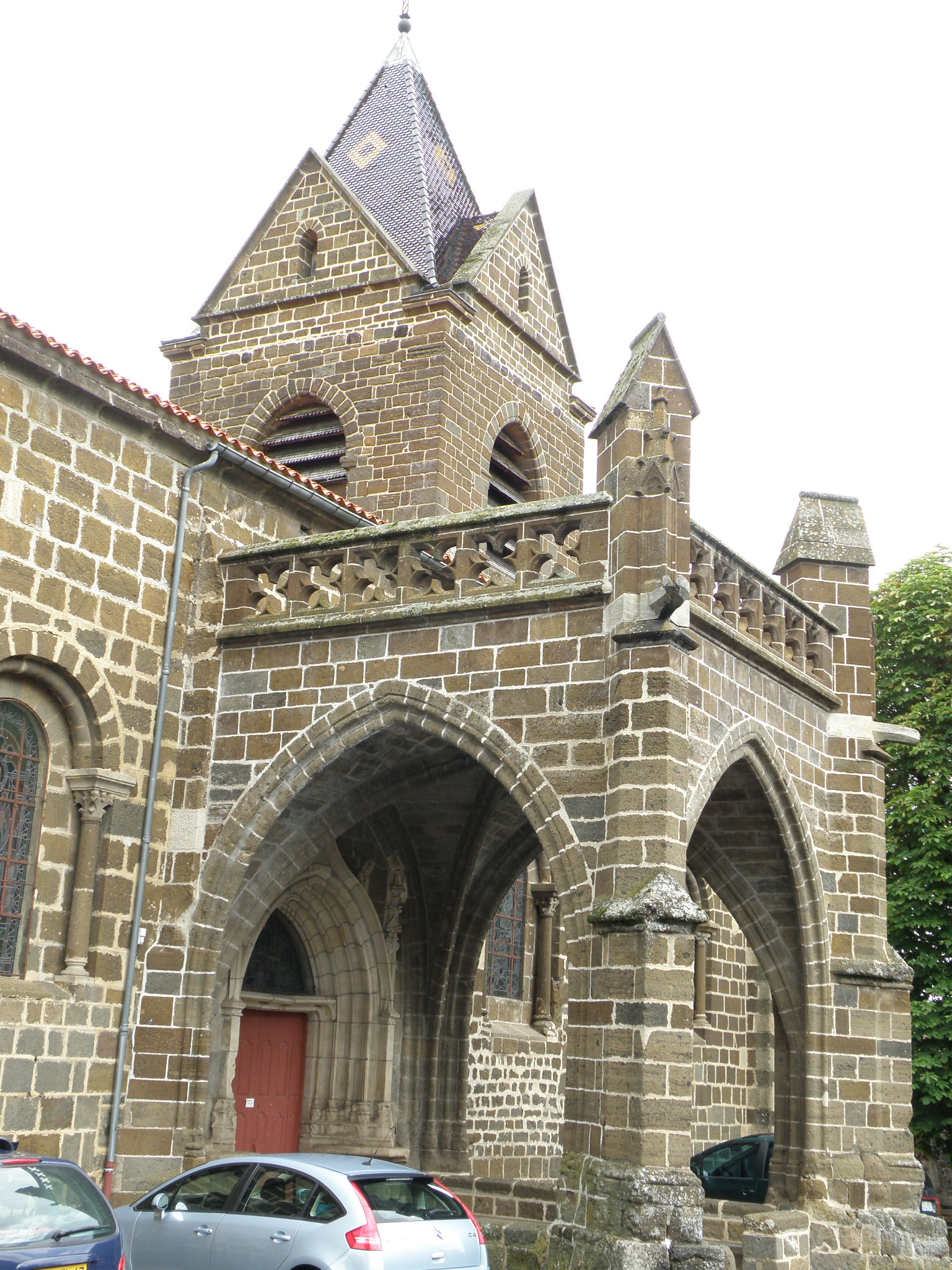
Le porche de la façade sud.

En 1128 et 1142, avec la chapelle seigneuriale de Saint-Andéol, l'église devient un des prieurés de l'abbaye de Pébrac (près de Langeac en Auvergne) : l'évêque du Puy Humbert d'Albon donne l'ensemble aux chanoines réguliers (c'est-à-dire cloîtrés) de cet établissement, qui suivent la règle de saint Augustin. L'église placée dans la mouvance du prieuré de Pébrac échappe au contrôle de l'évêque du Puy. Jusqu'à la Révolution, les chanoines de Pébrac désignent parmi eux les desservants de l'église Saint-Martin.
À la fin du XVe siècle est installé sur la façade Sud le portail flamboyant en grès, qui proviendrait d'un retable réutilisé ou d'une entrée de mausolée récupérée. 

Au début du XVIe siècle ce portail est prolongé par le porche d'architecture gothique.
Ce porche était originellement couvert par un toit à deux pentes et les côtés étaient fermés par des murs. 

Au XIXe, c'est l'entrée principale pour les fidèles. Il est réhabilité en 1874.
À la Révolution, un nouvel édifice romain est construit sur l'emplacement de l'ancien, dont nous ne savons rien.
Au XVIIe siècle, les parties hautes de la nef sont partiellement reconstruites.
Au XIXe siècle, la nef est prolongée (côté ouest) d'une travée supplémentaire, ce qui supprime la façade romane.
En 1931 l'église est « remise en état », pour la somme de 29 457 francs selon le rapport de P. Boeswillwald ; lors de cette restauration, le porche méridional est en partie reconstruit : le toit à deux pentes est remplacé par une balustrade sculptée de style gothique flamboyant, avec ses deux forts piliers et son tympan encadré de fleurons et de deux pinacles.
Autour de l'an 2000, le clocher est reconstruit à l'identique, avec ses quatre pignons et sa flèche.
En 2021, le porche méridional (à l'extérieur) et les peintures murales (à l'intérieur) nécessitent des travaux de réhabilitation. Un morceau du linteau du portail s'est détaché et est tombé ; des fissures sont apparues sur les bases des piles, ce qui nécessite la reprise du sol d'ancrage ; et l'étanchéité de la terrasse du toit est également à reprendre. En attendant, cette entrée a dû être condamnée. Le financement de ces travaux doit être en principe assuré principalement par l'État, en partenariat avec la commune soutenue par les donateurs.